# Locuste: L'ottava piaga
Locuste: L'ottava piaga (Locusts: The 8th Plague) è un film per la televisione del 2005 diretto da Ian Gilmour. È un horror con Dan Cortese, Julie Benz e David Keith.

## Trama
Degli scienziati si trovano di fronte a un compito della massima urgenza e delicatezza: escogitare un modo per bloccare l'avanzata di un terrificante sciame di locuste carnivore.